# جان فوربز نش
جان فوربز نَش جونیور (انگلیسی: John Forbes Nash Jr.؛ ۱۳ ژوئن ۱۹۲۸ – ۲۳ مهٔ ۲۰۱۵) ریاضی‌دان آمریکایی بود. او مشارکت برجسته‌ای در زمینهٔ نظریه بازی، هندسه دیفرانسیل و معادله دیفرانسیل با مشتقات جزئی داشت. او برندهٔ جایزهٔ نوبل اقتصاد شد.
نش به مدت بیش از ۳ دهه به اسکیزوفرنی از نوع پارانوئید مبتلا بود.

## بیماری
جان نش صداهایی غیرواقعی را می‌شنید که او را از خطراتی موهوم می‌ترساندند و وادارش می‌کردند کارهایی برخلاف خواسته‌اش انجام بدهد. رفته رفته بر شدت توهمات او افزوده شد تا جایی که توهم‌های وی شکل بصری نیز یافت و زندگی‌اش در آستانه فروپاشی قرار گرفت. کرسی استادی خود را در دانشگاه از دست داد و بالاخره در بیمارستان بستری شد ولی در این دوران همسرش کنار او بود و به او بسیار کمک کرد. پزشکان، بیماری‌اش را نوعی اسکیزوفرنی پارانوید تشخیص دادند که با افسردگی خفیف و کاهش اعتماد به نفس همراه شده بود. او با تمام توان سعی کرد تا ذهن خود را ذره ذره اصلاح کند. این فرایند جبرانی چیزی نزدیک به ۳۰ سال از بهترین سال‌های عمر او را گرفت اما امید و اراده‌ای که او از خود نشان داد، کار خودش را کرد و ریاضی‌دان نابغه بالاخره از بند بیماری نجات پیدا کرد.
خودش این‌طور می‌نویسد:
به مرور زمان سعی کردم بخش بیمار ذهن خودم را شناسایی و پاک کنم. سعی کردم رفته رفته ذهنیت عالمانه‌ای را که از قبل داشتم، بازسازی کنم. این کار خیلی طول کشید، خیلی چیزها را از من گرفت اما فکر می‌کنم الان دیگر بخش اعظم آن هذیان‌ها و آن توهمات را دور ریخته‌ام. اینکه در این سن و سال هنوز می‌توانم یک ریاضی‌دان و تئوریسین فعال باشم، به این معنی است که من در مبارزه با بیماری‌ام موفق شده‌ام.
جان فوربز نش خود را از درون تاریک خود بیرون کشید و با جنگ با تخیلاتش دنیای واقعی را پذیرفت. او برای مبارزه با بیماریش مانند دیگر بیماران، قسمت دوست‌داشتنی وجودش را به قبول واقعیت بخشید.

## خانواده
نش در سال ۱۹۵۱ به استخدام مؤسسه فناوری ماساچوست درآمد. حدود یک سال بعد او با پرستاری به نام الینور استیر وارد رابطه شد. این دو صاحب پسری به نام جان دیوید استیر شدند، اما نش هنگامی که از حاملگی الینور مطلع شد،  او را ترک کرد.
در سال ۱۹۵۴ نش در سنتا مونیکا به دلیل برهنگی در انظار عمومی دستگیر شد. اتهامات او بعداً رفع شد اما با این وجود اجازه دسترسی او به اطلاعات محرمانه لغو و همکاری او با رند کورپوریشن نیز قطع شد.
کمی بعد از اتمام رابطه با استیر، نش با آلیشیا لادره لوپز، مهاجری از السالوادور که به شهروندی آمریکا درآمده بود، آشنا شد. آلیشیا در رشته فیزیک از مؤسسه فناوری ماساچوست فارغ‌التحصیل شده بود. این دو در فوریهٔ سال ۱۹۵۷ با یکدیگر ازدواج کردند. حاصل این ازدواج فرزند پسری به نام جان چارلز مارتین نش بود. نخستین نشانه‌های بیماری نش در سال ۱۹۵۹ ظاهر شد. او از شغل خود در دانشگاه استعفا داده و در حالی که آلیشیا باردار بود، برای درمان اسکیزوفرنی در بیمارستان بستری شد. با توجه به دشواری‌های مرتبط با بیماری نش، او و آلیشیا در سال ۱۹۶۳ از یکدیگر جدا شدند. بعد از آخرین بستری شدن نش در بیمارستان در سال ۱۹۷۰، او به عنوان مستأجر در خانهٔ آلیشیا ساکن شد. ثبات این دوران احتمالاً به نش در نادیده‌گرفتن آگاهانهٔ توهماتش کمک کرده‌است. او به مرور داروهای خود را قطع کرد و اجازه پیدا کرد در کلاس‌های دانشگاه پرینستون حاضر شود. در دههٔ ۱۹۹۰ نش و آلیشیا رابطهٔ خود را از سر گرفتند و در سال ۲۰۰۱ مجدداً با یکدیگر ازدواج کردند. فرزند این دو دکترای ریاضی خود را از دانشگاه راتگرز گرفته و او نیز مانند پدرش در بزرگسالی دچار اسکیزوفرنی شده‌است.

## موفقیت‌های حرفه‌ای
او در تکامل نظریهٔ بازی‌ها نقش بسیار مؤثری داشت و به خاطر تلاش‌هایش در این زمینه، در سال ۱۹۹۴ به همراه راینهارد سیلتن و جان هارسانی برندهٔ جایزهٔ نوبل اقتصاد شد.

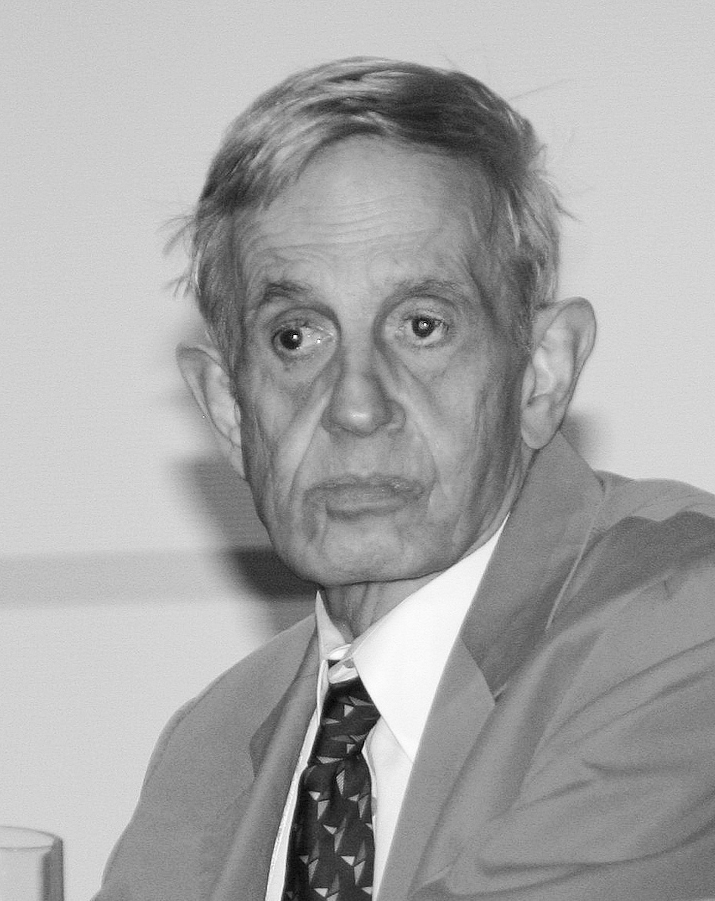
۲۰۰۶

او در سال ۱۹۹۹ از دانشگاه کارنگی ملون، دکترای افتخاری علوم و تکنولوژی دریافت نمود. او همچنین در سال ۲۰۰۳ از دانشگاه فدریکوی دوم ناپل (ایتالیا) دکترای افتخاری اقتصاد و در سال ۲۰۰۷، از دانشگاه آنتورپ (بلژیک) دکترای افتخاری دیگری در همین رشته (اقتصاد) دریافت داشت. او یکی از معروف‌ترین استادان ریاضیات دانشگاه پرینستون بود.

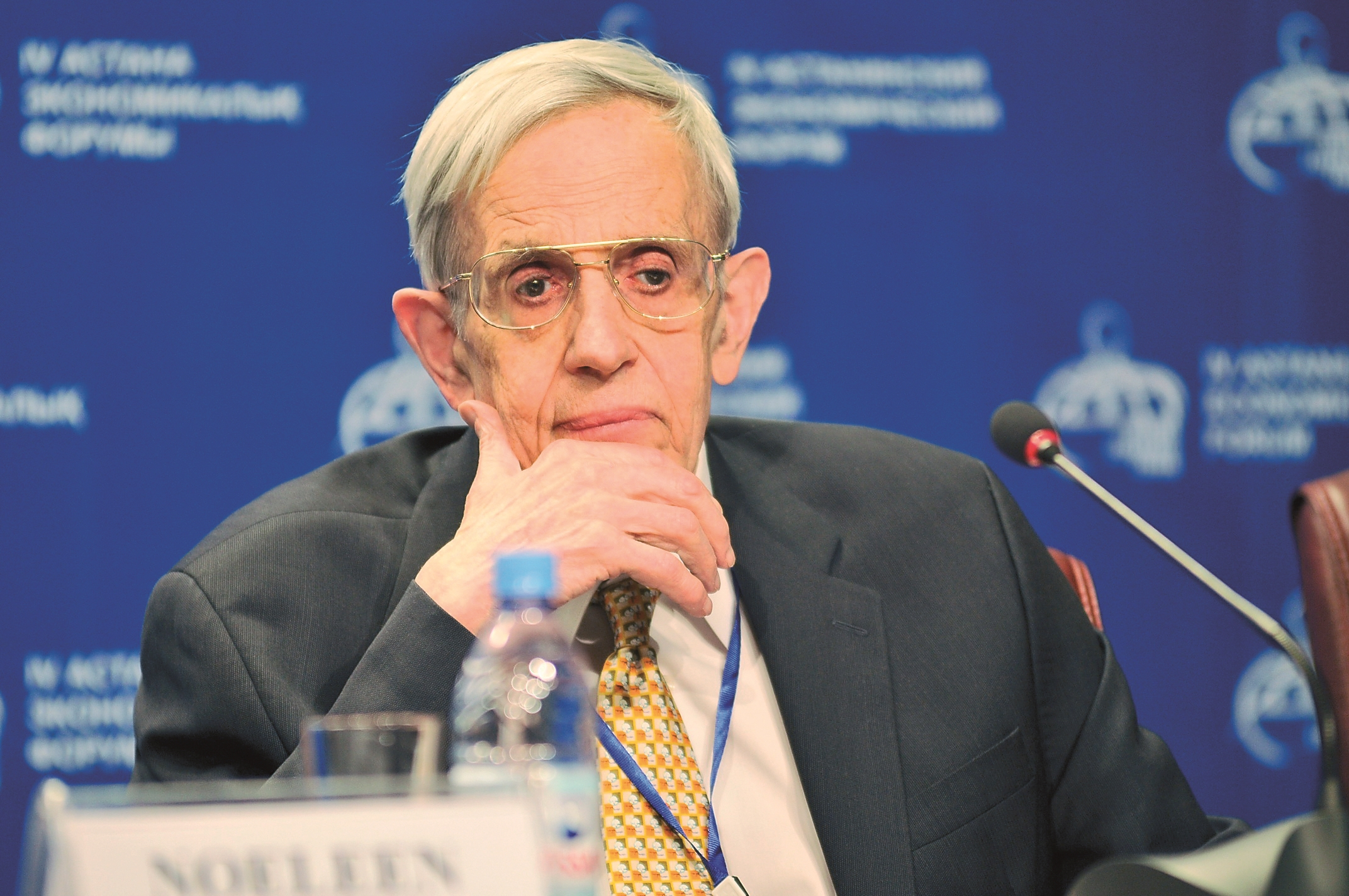
۲۰۱۱

## تعادل نش
تعادل نش یعنی موقعیت‌هایی که در آن‌ها انتخاب شما وابسته به انتخاب دیگران نیز هست. سال‌ها پیش آدام اسمیت پدر علم اقتصاد مطرح کرد که در رقابت، انگیزه‌های فردی به اهداف مشترک کمک می‌کند و بهترین نتایج موقعی پدید می‌آید که هر کسی کاری را که برای خودش بهترین است، انجام دهد. سال‌هاست این تفکر اساس تصمیم‌گیری‌های مهم اقتصادی ست و در کلاس‌های درس اقتصاد این نظریه به عنوان بنیاد علم اقتصاد و یک اصل کامل تدریس می‌شود. جان نش سرانجام در سال ۱۹۹۴ به دلیل تلاش‌های ارزنده‌ای که در زمینه تکامل نظریه بازی‌ها انجام داد، جایزه نوبل اقتصاد را دریافت کرد. او نظریه خود را چنین مطرح کرد که «بهترین نتایج موقعی حاصل می‌شوند که هرکس آنچه را که برای خود و گروه بهترین است، انجام دهد.» او مسئله همکاری را در نظریه بازی‌ها گسترش داد و نشان داد که اگر افراد همکاری کنند و نفع گروه را نیز در نظر داشته باشند، به بیشترین منافع و سود برای خود و گروه دست می‌یابند. این موضوع از طریق مثال معمای زندانی‌ها (prisoners dellima) بهتر روشن می‌شود. معمای زندانی‌ها نشان می‌دهد که چگونه دو نفر در همکاری، برای اینکه خود به سود بیشتری برسند، به خودشان ضرر می‌رسانند؛ درحالی‌که می‌توانند هر دو نتایج بهتری به‌دست آورند. این معما به این ترتیب است: دو نفر که به جرم شرکت در یک سرقت مسلحانه بازداشت شده‌اند، جداگانه مورد بازجویی قرار می‌گیرند و به هرکدام از آن‌ها جداگانه چنین می‌گویند:
اگر دوستت را لو بدهی و علیه او شهادت دهی و او سکوت کند، تو آزاد می‌شوی ولی او به پنج سال حبس محکوم خواهد شد.
اگر هر دو یکدیگر را لو بدهید و علیه یکدیگر شهادت دهید، هر دو به سه سال حبس محکوم خواهید شد.
اگر هیچ‌کدام همدیگر را لو ندهید و سکوت کنید، هر دو به یکسال حبس محکوم خواهید شد.
در اینجا به نفع هر دو زندانی است که حالت سوم را انتخاب کنند و بنا بر نظریه جان نش آنچه را به نفع خود و گروه است، انتخاب کنند ولی چون هرکدام از آن‌ها تنها به فکر خود و به دنبال کسب بهترین نتیجه برای خود یعنی آزاد شدن است و به طرف مقابل نیز اعتماد ندارد، دوست خود را لو می‌دهد و هر دو ضرر خواهند کرد که البته حالت منطقی نیز همین است (چون از تصمیم همدیگر خبر ندارند). یعنی از دید هر زندانی جدا از اینکه زندانی دیگر کدام حالت (شهادت یا سکوت) را انتخاب کند، برای او بهتر است که شهادت داده و زندانی دیگر را لو دهد اما نتیجه خلاف این می‌شود و هر دو ضرر می‌کنند که معما در همین‌جا است. اگر هر دو از تصمیم هم مطلع بودند و می‌توانستند با هم همکاری کنند، نتیجه بهتری به‌دست می‌آمد اما چون دو زندانی از تصمیم همدیگر اطلاع ندارند، تنها نفع خود را در نظر می‌گیرند و هر کدام از آن‌ها علیه دیگری شهادت می‌دهد و در نهایت هر دو ضرر می‌کنند. دلیل این است که در موقعیت‌هایی که علاوه بر خود فرد، انتخاب دیگران و اطلاع از انتخاب دیگران نیز اهمیت دارد، همکاری می‌تواند سودبخش باشد؛ همان چیزی که جان نش مطرح کرد. نظریه بازی‌ها در تلاش است تا موقعیت‌هایی را که در آن منافع افراد در تضاد است مدل‌سازی کند. این موقعیت زمانی پدید می‌آید که موفقیت فرد و تصمیم او وابسته به تصمیم و استراتژی‌هایی است که طرف مقابل انتخاب می‌کند و هدف نهایی نظریه بازی‌ها یافتن استراتژی بهینه برای بازیکنان است.
کار مهمی که جان نش انجام داد و تا پیش از او در نظریه بازی‌ها مطرح نشده بود، یعنی آن چیزی که این نظریه آن را کم داشت، مسئله تعادل بود و اینکه هر بازی در نهایت یک تعادل دارد که این تعادل می‌تواند برد یا باخت باشد. البته جان نش مطرح کرد هر بازی می‌تواند هر دو سر برد یا هر دو سر باخت نیز باشد اما در هر صورت بازی تعادل دارد. به بازی‌هایی که در آن‌ها همیشه یک برنده و یک بازنده وجود دارد در اصطلاح بازی‌های با مجموع صفر می‌گویند؛ مانند شطرنج اما به بازی‌هایی که این‌گونه نیستند و هر دو طرف می‌توانند سود ببرند، بازی‌های با مجموع غیر صفر می‌گویند. جان نش کار زیادی روی تعادل در بازی‌های عدم همکاری انجام داد که بعدها به تعادل نش معروف شد. نظریه بازی‌ها در موضوعات بسیاری از جمله نحوه تعامل تصمیم‌گیرندگان در محیط رقابتی و به‌ویژه در بازارهای انحصار چندجانبه که تعداد اندکی تصمیم‌گیرنده حضور دارند و نحوه واکنش و تصمیم دیگر بازیکنان اهمیت می‌یابد، کاربرد فراوانی دارد. همچنین نظریه بازی‌ها علاوه‌بر اقتصاد در دیگر علوم رفتاری همچون علوم سیاسی، روان‌شناسی، جامعه‌شناسی، فلسفه و منطق نیز کاربرد دارد. حتی در زیست‌شناسی هم برای تحلیل تکامل و تحلیل رفتار نزاع برای بقا، از نظریه بازی‌ها استفاده می‌شود.

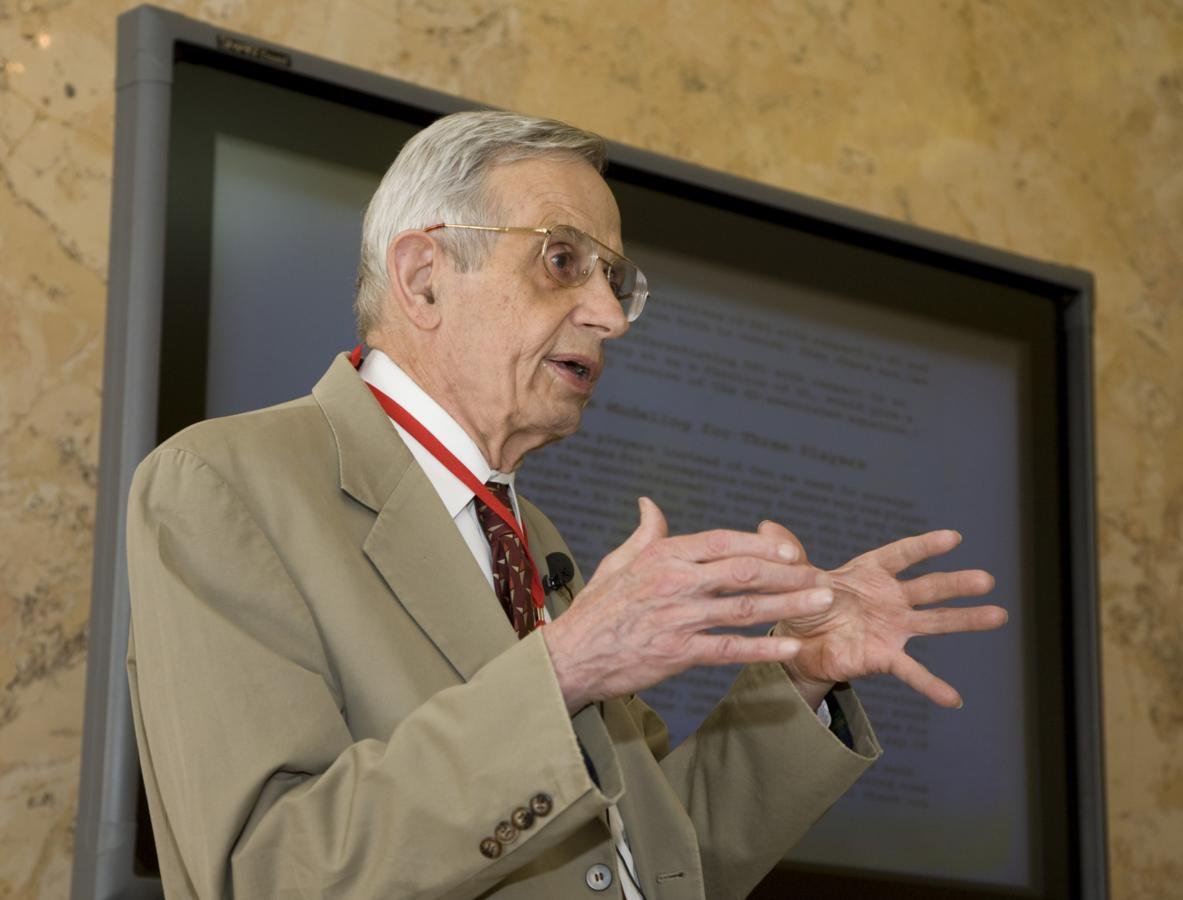
۲۰۰۸

## سینما
کتاب ذهن زیبا که در ۱۹۹۸ میلادی منتشر شد و نیز فیلمی با همین نام با بازی راسل کرو در نقش نش و کارگردانی ران هاوارد که در ۲۰۰۱ به نمایش درآمد، دربارهٔ زندگی او ساخته شده‌است. این فیلم برندهٔ چهار جایزه اسکار از جمله جایزه اسکار بهترین فیلم شد. همچنین مستند جنون درخشان که نگاه دقیق‌تر و وفادارتری به زندگی او داشته‌است، در مورد اوست.

## درگذشت
در تاریخ ۲۳ مه ۲۰۱۵، جان نش و همسرش آلیشیا در یک تصادف رانندگی درگذشتند. این دو از فرودگاه به سمت خانهٔ آلیشیا در نیوجرسی در حرکت بودند که تاکسی آن‌ها تصادف کرد. علت تصادف تاکسی حامل وی و همسرش عدم کنترل خودرو توسط راننده تاکسی هنگام سبقت اعلام شد. آن‌ها در روز حادثه از نروژ به آمریکا بازگشته بودند. جان نش یک هفته پیش از مرگ به همراه لویی نیرنبرگ که سال‌ها با هم کار کرده بودند به نروژ سفر کرده بود تا جایزه آبل را از هارالد پنجم، پادشاه نروژ، دریافت کند.